# Malaia oculata
Malaia oculata är en skalbaggsart som beskrevs av Ohaus 1910. Malaia oculata ingår i släktet Malaia och familjen Rutelidae. Inga underarter finns listade i Catalogue of Life.